# Jericho Brown
Jericho Brown (nacido el 14 de abril de 1976) es un poeta y escritor estadounidense. Nacido y criado en Shreveport, Luisiana, Brown ha trabajado como educador en instituciones como la Universidad de Houston, la Universidad Estatal de San Diego y la Universidad Emory. Sus poemas han sido publicados en The Nation, New England Review, The New Republic, Oxford American y The New Yorker, entre otros. Publicó su primer libro de prosa y poesía, Please, en 2008. Su segundo libro, The New Testament, fue lanzado en 2014. Su colección de poemas de 2019, The Tradition, obtuvo elogios generalizados de la crítica.
Brown ha ganado varios elogios a lo largo de su carrera, incluido un Whiting Award, un American Book Award, un Anisfield-Wolf Book Award y el Premio Pulitzer de Poesía.

## Vida
Nacido como Nelson Demery III y criado en Shreveport, Luisiana, Brown luego cambió su nombre y se graduó de la Universidad de Dillard, donde fue iniciado como miembro de la fraternidad Alpha Phi Alpha, a través del capítulo Beta Phi, en el otoño de 1995 También se graduó de la Universidad de Nueva Orleans con un MFA y de la Universidad de Houston con un Ph.D.
Brown fue profesor asociado en el departamento de inglés de la Universidad de Houston de 2002 a 2007, profesor invitado en el programa de maestría de la Universidad Estatal de San Diego en la primavera de 2009 y profesor asistente de inglés en la Universidad de San Diego. También ha enseñado en numerosas conferencias y talleres, incluido el Festival de Escritura de Verano de Iowa en la Universidad de Iowa. Es profesor asociado de inglés y director del Programa de Escritura Creativa de la Universidad Emory en la ciudad de Atlanta, en el estado de Georgia. Anteriormente, trabajó como redactor de discursos para el alcalde de Nueva Orleans.
En 2011, Brown recibió la Beca de Poesía del National Endowment for the Arts 2011. Sus poemas han aparecido en The Iowa Review, jubilat, The Nation, New England Review, The New Republic, Oxford American, The New Yorker, Enkare Review y The Best American Poetry. Se desempeña como editor asistente en Callaloo.
Su primer libro, Please (New Issues Poetry & Prose, 2008), ganó el American Book Award. Su segundo libro, un libro de poesía titulado The New Testament (Copper Canyon Press, 2014), ganó el premio Anisfield-Wolf Book 2015.
El tercer libro de Brown, una colección de poemas titulada The Tradition (Copper Canyon Press, 2019), obtuvo elogios generalizados de la crítica y ganó el Premio Pulitzer de Poesía.